# William Pitt den ældre
William Pitt, 1. jarl af Chatham, kendt som William Pitt den ældre, (født 15. november 1708, død 11. maj 1778) var en britisk statsmand tilknyttet Whig-partiet. Han var statssekretær under Syvårskrigen og senere premierminister i perioden 1766-68.
Den amerikanske by Pittsburgh er opkaldt efter William Pitt. Han kaldes den ældre for at skelne ham fra hans søn, William Pitt den yngre, der var premierminister 1783-1801 og 1804-06.